# 耶律陶哥
耶律陶哥（?—?），为契丹（遼朝）皇族，辽圣宗耶律隆绪第五女，母親国舅夷离毕房之女萧氏。
耶律陶哥被封为长宁郡主，进封长宁公主，下嫁萧杨六。太平末年，同母姐耶律崔八在东京大延琳反辽时，和驸马萧孝先遇害。    

## 传記資料
- 《遼史》公主表